# Frédéric Passy
Frédéric Passy, francoski politik, mirovnik in ekonomist, * 20. maj 1822, Pariz, † 12. junij 1912, Neuilly-sur-Seine.
Passy je bil član francoskega parlamenta v letih 1881 in 1889. Skupaj z Jeanom Henrijem Dunantom je leta 1901 prejel prvo Nobelovo nagrado za mir. 
Skupaj z Williamom Randalom Cremerjem je bil soustanovitelj Interparlamentarne unije in ustanovitelj Société française pour l'arbitrage entre nations.